# Славенцинек (Великопольське воєводство)
Славенцинек (пол. Sławęcinek) — село в Польщі, у гміні Слесін Конінського повіту Великопольського воєводства.
У 1975-1998 роках село належало до Конінського воєводства.